# Água Júlia
Água Júlia (em latim: Aqua Julia, Aqua Iulia ou Acqua Julia) é um aqueduto romano construído em 33 a.C. por Agripa, restaurado e ampliado por Augusto entre 11 e 4 a.C.

## História
A fonte da Água Júlia está situada a aproximadamente 800 metros para o norte da Abadia de Grottaferrata. Frontino, no século I, afirmou que a fonte estava "a duas milhas para a direita do décimo-segundo miliário da Via Latina", o que resultava num comprimento total de 15 426,5 passos de comprimento. Sua capacidade foi estimada em 1 206 quinárias — 48 000 m3 — de água em 24 horas. Diversos cipos são conhecidos, todos da época de Augusto. O de número 302 foi encontrado perto da fonte e o 281, não muito distante da abadia; outros (157, 156, 154, 153) apareceram em Capannelle, perto do sétimo miliário da Via Latina, antes do canal passar a correr sobre os arcos da Água Márcia. Todos os cipos mencionados datam da reforma entre 14 e 11 a.C. Porém, outro cipo foi encontrado, para o norte da abadia, com o número 2, datando de 14 a.C. e é, presumivelmente, resultado de uma outra restauração por Augusto, da qual nada mais se sabe.
O cana da Água Júlia segue sobre a Água Tépula até os arcos da Água Márcia. O canal principal leva até o seu castelo divisório terminal. Além deste, alguns arcos ainda restam na Piazza Guglielmo Pepe, o que sugere que uma ramificação seguia até o Ninfeu Alexandrino (Nymphaeum Alexandri), mas a identificação deste trecho como parte da Água Júlia depende do fato de o canal estar a apenas 28,9 centímetros abaixo do nível do canal na Porta Maior, que está a 63,74 metros acima do nível do mar. Porém, no nivelamento citado no Ânio Novo, o nível mais baixo da Água Júlia estaria logo depois da Porta Maior e a altura citada é 57,38 metros acima do nível do mar. Se isto for verdade, esta ramificação deve ter se originado ou na Água Cláudia ou no próprio Ânio Novo.
Frontino afirma ainda que, antes da construção da Água Cláudia, a Márcia e a Júlia eram responsáveis pelo abastecimento de água para os montes Célio e Aventino. Ainda na época dele, uma seção da Água Márcia foi desviada em Spes Vetus para suprir um reservatório no monte Célio.
A fonte da Água Júlia atualmente é coletada pelo canal conhecido como Marrana Mariana, construído pelo papa Calisto II em 1122. Porém, o aqueduto ainda foi muito utilizado depois disto por moendas e para a irrigação.

## Galeria

Imagens do aqueduto
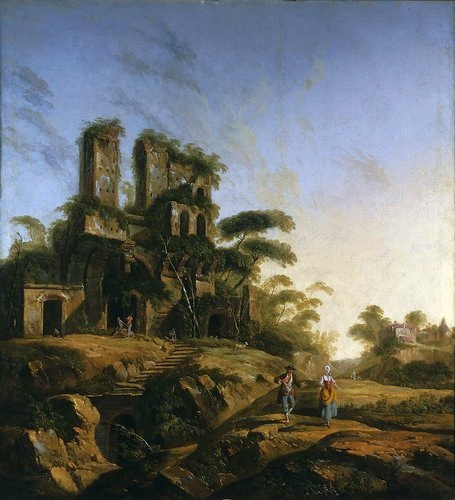
Ruínas pintadas no século XVIII.
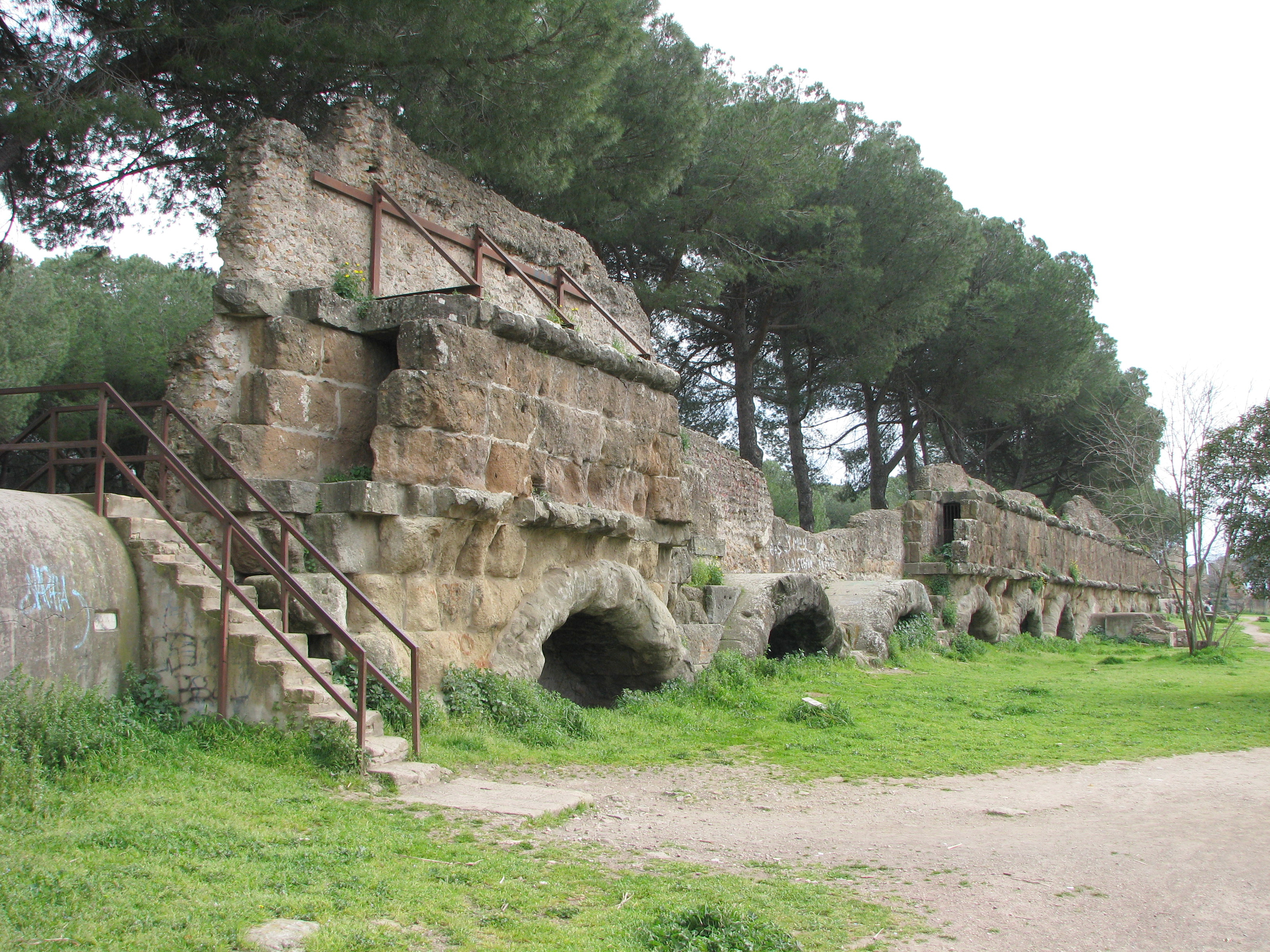
Arcos da Água Márcia com a estrutura de tijolos da Água Júlia por cima (e da Água Tépula por cima dela).
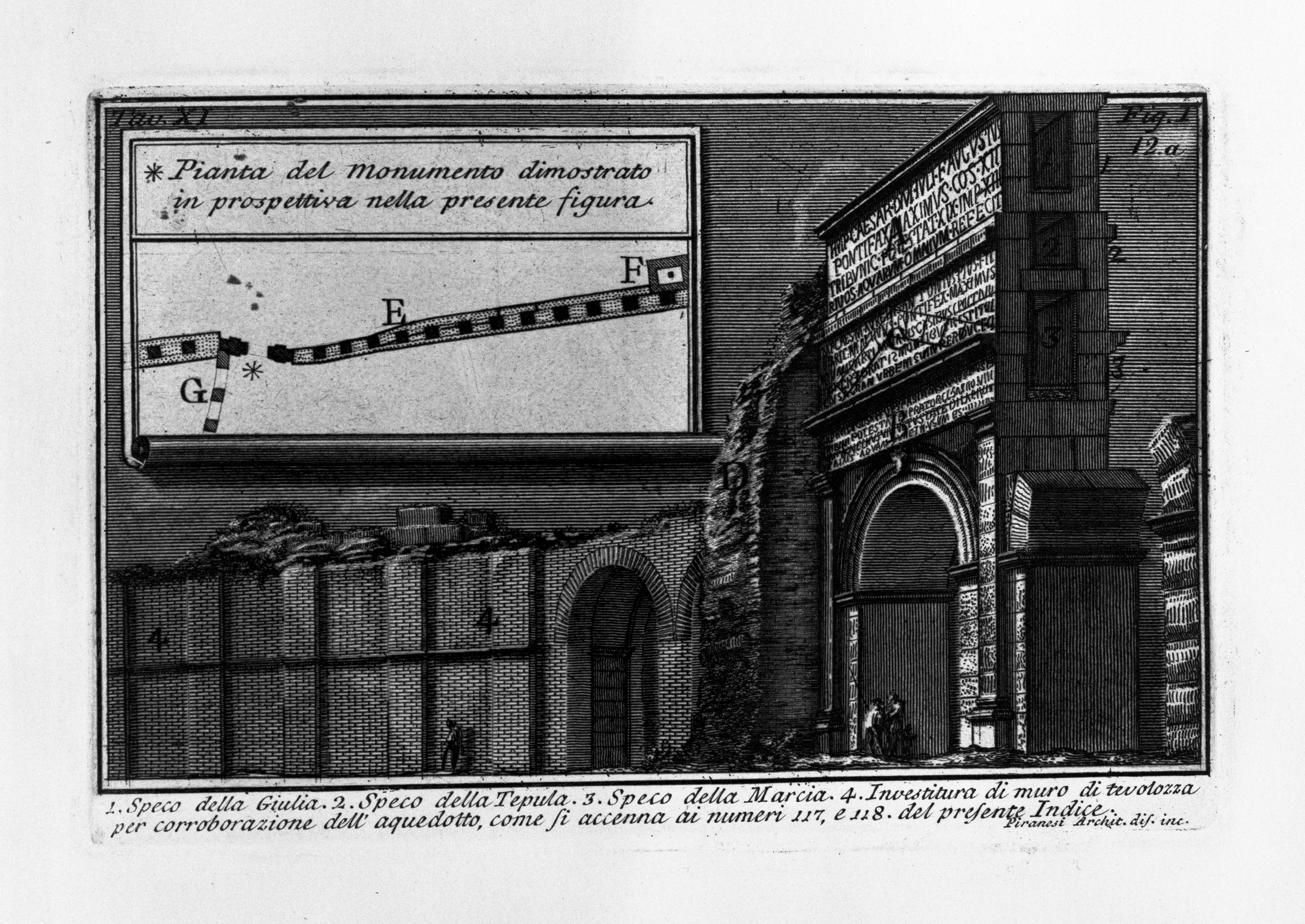
Gravura de Piranesi (1756) da Porta Tiburtina mostrando os três aquedutos superpostos.
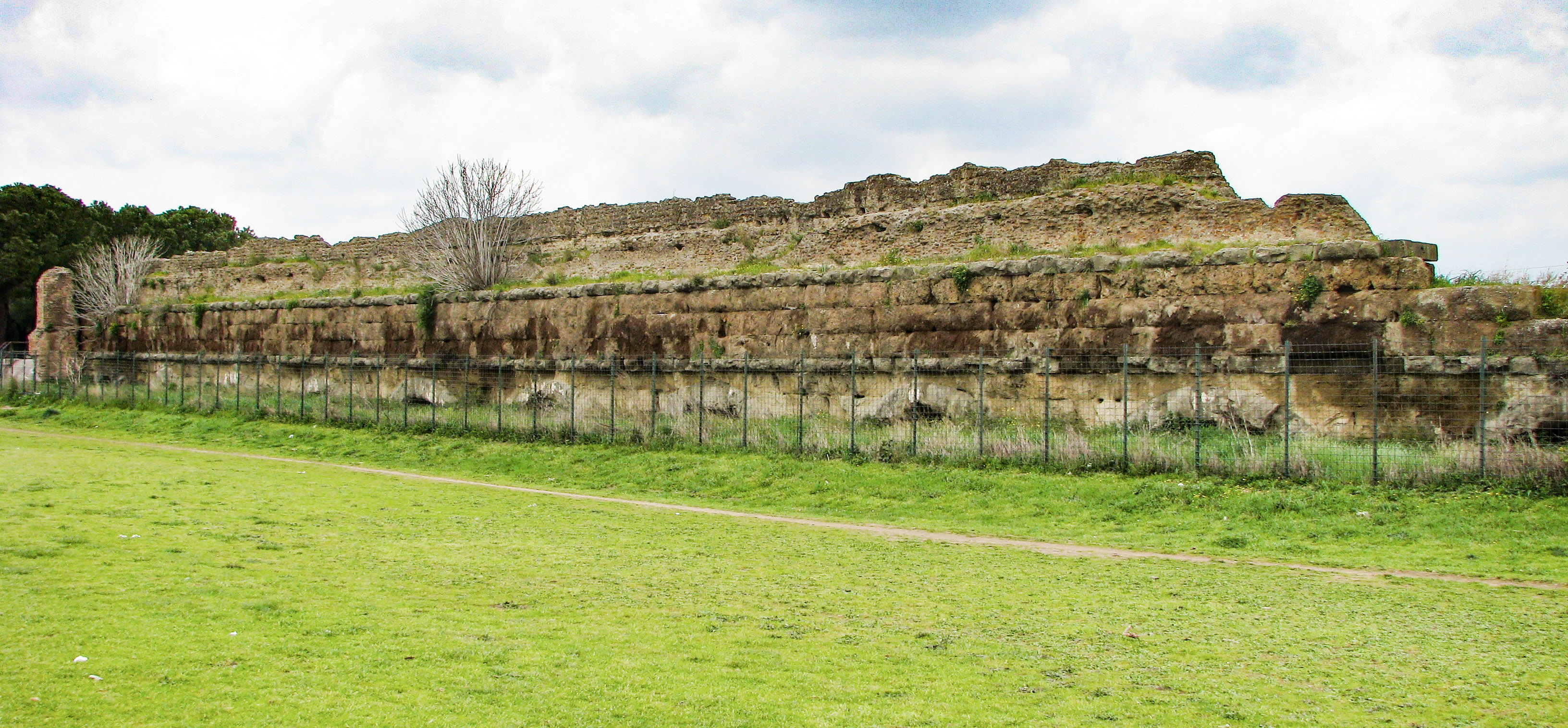
Ruínas de um trecho revelando a alvenaria distinta de cada um dos três aquedutos.